# Dysmicoccus vacuatus
Dysmicoccus vacuatus är en insektsart som beskrevs av Mckenzie 1967. Dysmicoccus vacuatus ingår i släktet Dysmicoccus och familjen ullsköldlöss. Inga underarter finns listade i Catalogue of Life.